# Abies forrestii
Abies forrestii (Coltm.-Rog.) è una specie di abete originaria della Cina.

## Etimologia
Il nome generico Abies, utilizzato già dai latini, potrebbe, secondo un'interpretazione etimologica, derivare dalla parola greca ἄβιος = longevo. Il nome specifico forrestii fu assegnato in onore di George Forrest, botanico scozzese, esploratore della provincia cinese dello Yunnan e primo scopritore di A. forrestii.

## Descrizione

### Portamento
Albero alto fino a 40 m, con tronco cilindrico e dritto che può raggiungere 1,5 m di diametro, con chioma a portamento conico. I rami secondari, glabri o lievemente rugosi, sono purpurei o arancio-marroni da giovani, e diventano grigi con l'età. 

### Foglie
Le foglie sono aghiformi, di colore verde scuro, lunghe fino a 3 cm, disposte a spirale in due file laterali, con apice dentellato, a volte ottuso o acuto. Le gemme sono di forma ovoidale, lunghe 1 cm, resinose.

### Fiori
Gli strobili maschili sono lunghi 3-4,5 cm, gialli con microsporofilli viola.

### Frutti
Gli strobili femminili, blu purpurei da immaturi, marroni scuri a maturazione, sono cilindrici con cima ottusa o depressa, lunghi 6-10 cm e larghi fino a 4 cm; le scaglie sono pubescenti, lunghe 2 cm, larghe 1,8 cm, a margine intero. I semi sono marroni, obovati, lunghi circa 8 mm, con ala marrone chiaro obovata.

### Corteccia
La corteccia è grigia-marrone, liscia, tendente a divenire marrone scuro e a fessurarsi longitudinalmente con la maturità.

## Distribuzione e habitat
Specie endemica della Cina sudoccidentale (Sichuan, Yunnan e Xizang), si rinviene a quote montane comprese tra i 2.400 e i 4.300 m, dove il clima è freddo e umido con precipitazioni annue che raggiungono i 2.000 mm, su suoli podzol. Sono presenti boschi puri alle quote più elevate, mentre alle quote inferiori più frequentemente misti in associazione con  Picea likiangensis, Tsuga dumosa, Larix potaninii, Betula albo-sinensis e specie dei generi Acer e Sorbus; il sottobosco tipico è caratterizzato da Rhododendron.

## Tassonomia
Sono accettate le seguenti varietà:
- Abies forrestii var. ferreana (Bordères & Gaussen) Farjon & Silba - endemica dello Yunnan e del sud-est dello Xizang, in Cina
- Abies forrestii var. georgei (Orr) Farjon - endemica del Sichuan, dello Yunnan e dello Xizang, in Cina
- Abies forrestii var. smithii R.Vig. & Gaussen - endemica del nord-ovest dello Yunnan, in Cina

## Usi
I tagli intensivi sono cessati, almeno ufficialmente, dopo l'introduzione di severe leggi per la salvaguardia delle foreste. Questa specie è molto apprezzata come albero ornamentale in orti e giardini botanici e privati, negli Stati Uniti e in Europa.

## Conservazione
Questa specie è attualmente protetta dalle autorità cinesi attraverso severi divieti di sfruttamento delle foreste. Non è classificata pertanto come specie a rischio di estinzione nella Lista rossa IUCN.